# Platja A Figueira
La platja A Figueira es troba en el concejo asturià de Cuaña i pertany a la localitat de Medal. Pertany a la Costa Occidental d'Astúries i presenta protecció mediambiental per estar catalogada com ZEPA i LIC.

## Descripció
La platja és realment un pedrer amb forma rectilínia, té una longitud d'uns 230-240 m i una amplària mitjana d'uns 30-35 m i les sorres són grises de gra mitjà i té molt poca assistència. El seu entorn és rural i amb un baix grau d'urbanització. Durant la pleamar l'aigua la cobreix totalment i té un valor ecològic molt alt. L'activitat recomanada és la pesca esportiva i la submarina en les proximitats de l'illot de «Illones» situat a l'est de la platja. No disposa de cap mena de serveis.
La platja està prop de les localitats de Loza i Medal. L'accés a la platja des de Medal és fàcil i còmode pel que aquesta és la platja amb més visitants de la zona. Per accedir a ella cal prendre l'accés a Medel que està més a l'oest d'on parteix una cerretera que, després de sobrepassar diversos edificis, passa a ser una pista que s'endinsa en el bosc i acaba en un petit mirador des d'on es pot baixar fàcilment a la platja per unes escales de pedra. No resulta convenient portar el cotxe fins al mirador donades les seves reduïdes dimensions d'aparcament i maniobra.
La platja no disposa de cap servei i les activitats més recomanades són la pesca esportiva i la submarina. Es recomana portar calçat adequat per banyar-se. Pels andarines està l'al·licient que per la rodalia de la platja passa la «Senda costanera E-9» que va des de Viavélez a Ortiguera.